# Marie de Hongrie (1257-1323)
Pour les articles homonymes, voir Marie de Hongrie.
Marie de Hongrie, née en 1257, morte le 25 mars 1323, de la dynastie Árpád, fille d'Étienne V de Hongrie et d'Élisabeth la Coumane. Elle devient reine consort de Naples et d'Albanie à la suite de son mariage avec Charles II d'Anjou.
Elle est l'une des protagonistes de la série romanesque des Rois maudits et de ses adaptations télévisées.

## Vie
En 1270 à l’âge de douze ans elle épouse Charles II d'Anjou, futur roi de Naples.
En 1290, son frère Ladislas IV de Hongrie meurt sans héritier. Marie réclame le trône face à ses sœurs, elle sera couronnée par un légat du pape à Naples 1291 et abdique en faveur de son fils Charles Martel de Hongrie.
À la mort de son mari, elle reste à Naples où elle meurt. Elle est enterrée à l'église Santa Maria Donna Regina Vecchia.

## Mariage et descendance
Elle épouse en 1270 Charles II d'Anjou. Ils ont eu quatorze enfants :
- Charles Martel (1271 † 1295), roi titulaire de Hongrie, marié à Clémence de Habsbourg ;
- Marguerite (v.1273 † 1299), comtesse d'Anjou et du Maine, mariée en 1290 à Charles de Valois (1270 † 1325) ;
- Louis (1274 † 1297), franciscain, évêque de Toulouse ;
- Robert le Sage (1277 † 1343), roi de Naples, époux de Yolande d'Aragon puis de Sancia de Majorque ;
- Philippe Ier de Tarente (1278 † 1332), prince de Tarente et d'Achaïe, époux de Thamar Ange Comnène puis de Catherine de Valois-Courtenay ;
- Blanche (1280 † 1310), mariée en 1295 à Jacques II (1267 † 1327), roi d'Aragon ;
- Raymond Bérenger (1281 † 1307) comte d'Andrie, époux de Marguerite de Clermont ;
- Jean (1283 † ), prêtre ;
- Tristan (1284 † 1286) ;
- Éléonore (1289 † 1341), mariée en 1302 à Frédéric II (1272 † 1336), roi de Sicile ;
- Marie (1290 † 1347), mariée en 1304 à Sanche Ier (1277 † 1324), roi de Majorque, puis en 1326 à Jacques de Ejerica (1298 † 1335) ;
- Pierre (1292 † 1315), comte de Gravina ;
- Jean de Durazzo (1294 † 1336), duc de Durazzo (Dürres), prince d'Achaïe, époux de Mathilde de Hainaut puis d'Agnès de Périgord ;
- Béatrice d'Anjou (1295 † 18/3/1330), mariée en 1305 à Azzo VIII d'Este († 1308), puis en 1309 à Bertrand des Baux († 1347/1351), comte d'Andria.

## Fratrie
Ses frères et sœurs sont : 
- Élisabeth (1255 † 1313) épouse Zavis de Falkenstein, exécuté en 1290 puis Stefan Uroš II Milutin, roi de Serbie ;
- Catherine (1256 † après 1314) épouse d'Étienne Dragutin ;
- Anne (1260 † 1281) épouse d'Andronic II ;
- Ladislas IV de Hongrie (1262 † 1290), roi de Hongrie, époux d'Isabelle d'Anjou ;
- André (1268 † 1288 ) duc de Slavonie.